# Bicaudaviridae
Bicaudaviridae ist die offizielle Bezeichnung einer Familie von Viren mit Doppelstrang-DNA-Genom. Ihre natürlichen Wirte sind hyperthermophile Archaeen der Familie Sulfolobaceae im Phylum Thermoproteota (mit Gattungen Acidianus, Sulfolobus, Saccharolobus)
Derzeit (Stand Mitte März 2021) gibt es in der Familie Bicaudaviridae vom International Committee on Taxonomy of Viruses (ICTV) bestätigt nur die eine Gattung Bicaudavirus mit der Art Bicaudavirus pozzuoliense, und diese mit dem Acidianus two-tailed virus (ATV).
Der Name leitet sich ab von den lateinischen Wörtern bi und cauda ab, was so viel wie Zweischwanz oder Doppelschwanz bedeutet.

## Aufbau
Die Virionen (Virusteilchen) der Bicaudaviridae sind möglicherweise umhüllt und haben eine zitronenförmige Geometrie.
Das Genom ist unsegmentiert (monopartit) und besteht aus einem zirkulär geschlossenen dsDNA-Molekül mit einer Länge von etwa 62 kbp (Kilobasenpaaren). Es hat 72 offene Leserahmen (en. open reading frames, ORFs).

## Reproduktionszyklus

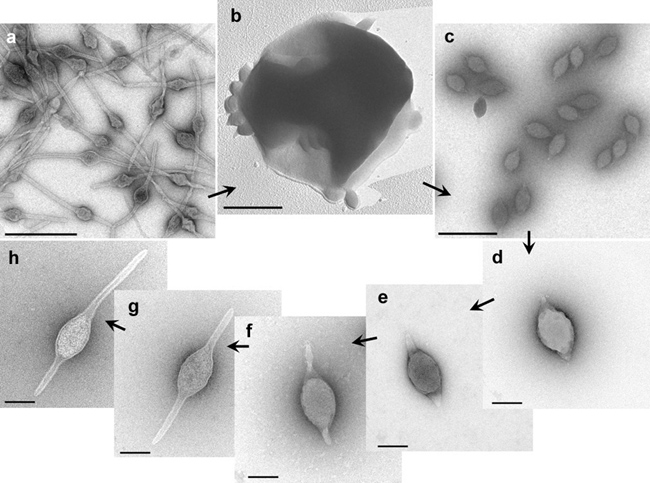
EM-Aufnahmen, den Reproduktionszyklus von ATV im Wirt Acidianus convivator (Crenarchaeota) dokumentierend.

Die Reproduktion der Viren erfolgt im Zytoplasma der Wirtszellen.
Der Eintritt in die Wirtszelle (Infektion) erfolgt durch Anlagerung der Virus-Proteine an Wirtsrezeptoren, wodurch eine Endozytose vermittelt wird.
Die Virus-DNA dient als Vorlage für die Transkription (en. DNA-templated transcription).
Der Austritt aus der Wirtszelle erfolgt durch Knospung (en. budding).
Die Übertragung der Virusteilchen geschieht durch passive Diffusion.

## Forschungsgeschichte
Die Familie Bicaudaviridae wurde erstmals von dem Team um D. Prangishvili im Jahr 2005 beschrieben.

## Systematik
Die Systematik ist nach ICTV (Stand Mai 2024) und National Center for Biotechnology Information (NCBI – Vorschläge, in doppelten Anführungszeichen, Stand Mitte Juli 2024) mit Stand Mitte März 2021 wie folgt:

### Gruppe: dsDNA (Baltimore: 1)
Familie: Bicaudaviridae
- Gattung: Bicaudavirus
  - Spezies: Bicaudavirus pozzuoliense mit Acidianus two-tailed virus (ATV)[10]
  - Spezies: „Acidianus two-tailed virus 2“ (ATV-2)[11]
  - Spezies: „Acidianus two-tailed virus variant 1“[12]
- Gattung „Betabicaudavirus“[13]
  - Spezies: „Sulfolobus-Virus STSV1“ (englisch „Sulfolobus virus STSV1“ alias „Sulfolobus tengchongensis spindle-shaped virus 1“, STSV-1)[14]
  - Spezies: „Sulfolobus virus STSV2“ (en. „Sulfolobus virus STSV2“ alias „Sulfolobus tengchongensis spindle-shaped virus 2“, STSV-2)[15]
- ohne Gattungszuordnung:
  - Spezies: „Acidianus tailed spindle virus“ (ATSV-1)
  - Spezies: „Sulfolobus monocaudavirus SMV1“ (SMV-1)[10]
  - Spezies: „Sulfolobus monocaudavirus SMV2“ (SMV-2)
  - Spezies: „Sulfolobus monocaudavirus SMV3“ (SMV-3)
  - Spezies: „Sulfolobus monocaudavirus SMV4“ (SMV-4)

Die beiden obigen vorgeschlagenen Species STSV1 und STSV2 sind wohl zu unterscheiden von den beiden folgenden ICTV-bestätigten Spezies:
- Spezies Sulfolobus spindle-shaped virus 1 (SSV-1)
- Spezies Sulfolobus spindle-shaped virus 2 (SSV-2)

der Gattung Alphafusellovirus in der Familie Fuselloviridae.

## Weiterführende Literatur
- Mart Krupovic, Emmanuelle R. J. Quemin, Dennis H. Bamford, Patrick Forterre, David Prangishvili: Unification of the globally distributed spindle-shaped viruses of the Archaea. In: Journal of Virology. 88. Jahrgang, Nr. 4, 2014, ResearchGate:259320195, S. 2354–2358, doi:10.1128/JVI.02941-13, PMID 24335300, PMC 3911535 (freier Volltext) – (englisch).
- Fengbin Wang, Virginija Cvirkaite-Krupovic, Matthijn Vos, Leticia C. Beltran, Mark A. B. Kreutzberger, Jean-Marie Winter, Zhangli Su, Jun Liu, Stefan Schouten, Mart Krupovic, Edward H. Egelman: Spindle-shaped archaeal viruses evolved from rod-shaped ancestors to package a larger genome. In: 
  - Biophysical Journal, Band 121, Nr. 3, Februar 2022, S. 148a-149a; doi:10.1016/j.bpj.2021.11.1983, ResearchGate:358561680 (englisch).
  - Cell, Band 185, Nr. 8, 14. April 2022, S. 1297-1307.e11; doi:10.1016/j.cell.2022.02.019, PMID 35325592, PMC 9018610 (freier Volltext), HAL:03620791, Epub 23. März 2022 (englisch).